# Visakhapatnam
Visakhapatnam  (también Vishākhapatnam y Vizag o Vizagapatnam) es una ciudad portuaria en el estado de Andhra Pradesh, en la India. Se encuentra en la costa oriental del país, frente al golfo de Bengala. La ciudad está unos 650 km al noreste de Hyderabad.
A veces se menciona a la ciudad por su nombre colonial: Waltair. Durante el periodo colonial, la ciudad era un importante centro de comunicación ferroviaria y la zona de la ciudad en la que se encuentra la estación aún lleva el nombre de Waltair.

## Turismo

### Parques y jardines
- Parque zoológico Indira Gandhi